# بوريس يوفان
بوريس يوفان (بالروسية: Иофан, Борис Михайлович ؛ بالإنجليزية: Boris Iofan) معماري روسي (1891 - 1976) معروف بمبانيه ذات العمارة الستالينية كمشروع قصر السوفيت الفائز 1931-1933 في موسكو.